# Застава Доњецке Народне Републике
Застава Доњецке Народне Републике (рус. Флаг Донецкой Народной Республики) јесте званични државни симбол самопроглашене Доњецке Народне Републике, заједно са грбом и химном.
Застава је тробојка која се састоји од црне, плаве и црвене боје. Актуелну верзију заставе одобрио је Народни савет ДНР 27. фебруара 2018. године.

## Историја и карактеристике
Застава Доњецке Народне Републике вуче порекло од краја 20. века. Браћа Дмитриј и Владимир Корнилов осмислили су посебну заставу за Међународни покрет Донбаса, сепаратистички политички покрет у Украјинској СССР и, касније, независној Украјини, који је настао 1990. и постојао до 2003. године. Ту заставу је чинио следећи редослед боја: црвена, плава и црна. Застава је представљала модификовану верзију заставе Украјинске СССР — на црвену и плаву позадину додата је црна трака, која је симболизовала наслаге угља Доњецког краја (Донбаса) а такође су уклоњени и петокрака, срп и чекић. Након тога, организација Доњецка република, која је такође сепаратистички настројена, основана је 2005. године и као свој симбол одлучила се за исту заставу коју је користио већ поменути Међународни покрет Донбаса, само што ју је окренула и на њу додала двоглавог орла.
- Застава Украјинске ССР
- Застава организације Међународни покрет Донбаса
- Застава организације Доњецка република (2005 — пролеће 2014)

Прва застава Доњецке Народне Републике осмишљена је у пролеће 2014. године. Била је врло слична оној застави коју је користио већ поменути покрет Доњецка република — једина разлика се уочавала у виду изгледа грба на средини заставе; за разлику од нејасније слике која је раније коришћена, грб на новој застави скоро је у потпуности пресликани грб Руске Федерације (с мањим изменама и допунама). Ова верзија заставе је коришћена и као застава организације Доњецка република и као застава самопроглашене ДНР, све до 21. јуна 2014. године. 
Пред одржавање сепаратистичког референдума, 11. маја 2014, појавила се варијанта застава ДНР, која никад није била званично усвојена. Она је имала одређене измене у односу на тадашњу званичну заставу ДНР: на дну је додат натпис „народна република”, орлу је додата круна и штит је претрпео мање измене.
- Прва застава Доњецке Народне Републике која је коришћена од 7. априла до 21. јуна 2014. Организација Доњецка република од тада је такође почела да је користи као своју нову заставу.
- Незванична застава ДНР коју су користили проруски демонстранти на политичким скуповима и састајањима пред одржавање референдума у мају 2014.
- Варијанта заставе без натписа.

Нова застава ДНР усвојена је 21. јуна 2014. године. За разлику од претходних верзија, орлове канџе на грбу су сада у потпуности одсутне и царска круна је склоњена. На врху заставе се налази натпис „Доњецка Народна”, а испод се налази натпис „Република”.
Садашња застава Доњецке Народне Републике озваничена је у Народном савету ДНР законом бр. 216-IНС од 27. фебруара 2018. године. Застава је осмишљена као тробојка црве, плаве и црвене боје, без икаквих додатних симбола или натписа.
- Друга званичма застава ДНР
(21. јун 2014 — 27. фебруар 2018)
- Тренутна и уједно трећа званична застава ДНР која се користи од 27. фебруара 2018. године.

## Боје
| Систем боја | Црна    | Плава     | Црвена    |
| ----------- | ------- | --------- | --------- |
| RGB         | 0-0-0   | 14-63-209 | 220-31-38 |
| HTML        | #000000 | #0e3fd1   | #dc1f26   |

Значење боја
- Црна боја симболизује земљу Новорусије и угаљ Донбаса.
- Плава боја симболизује дух народа и воде Азовског мора.
- Црвена боја симболизује проливену крв за слободу народа.